# Ana de San Agustín

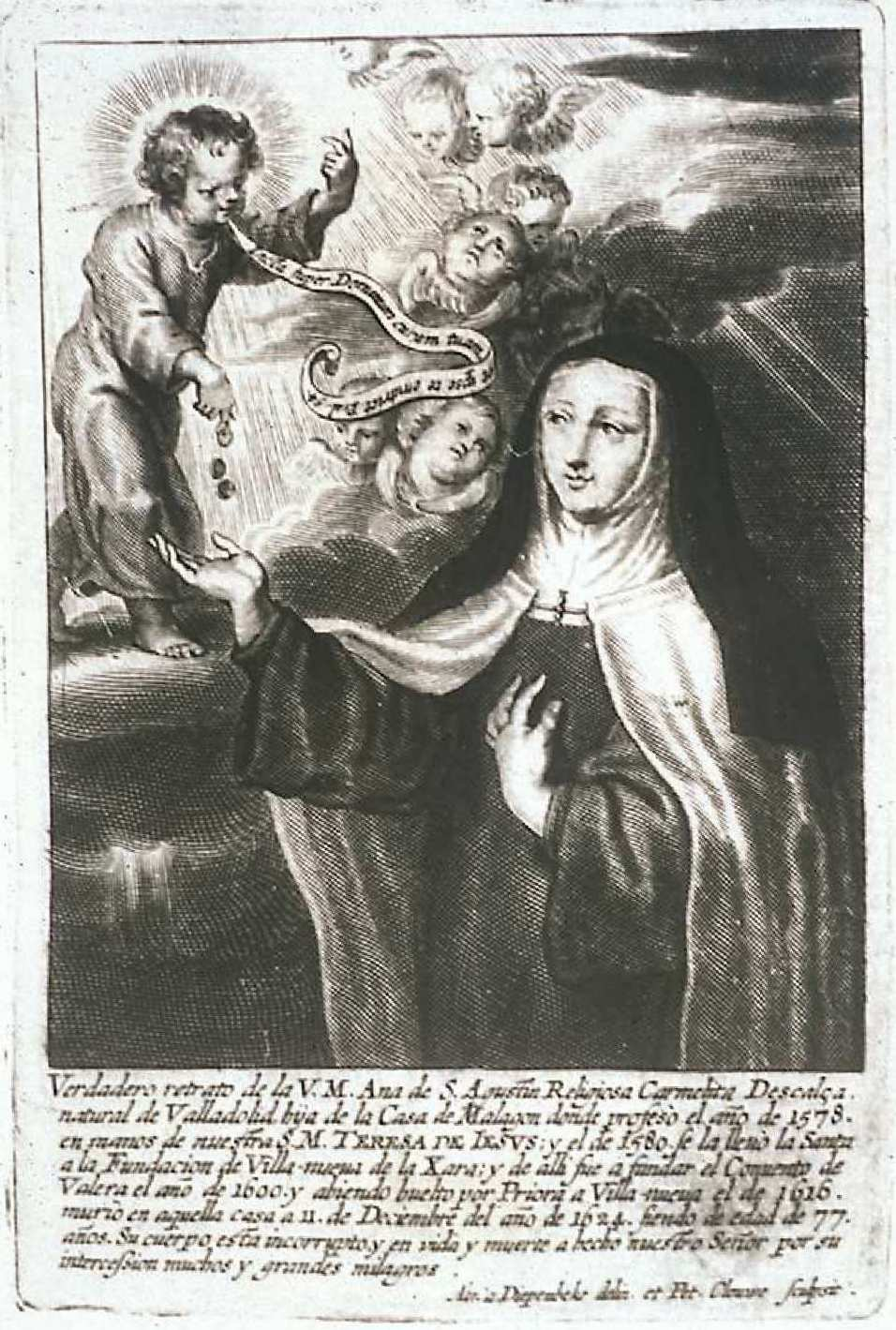
Verdadero retrato de la V. M. Ana de S. Agustín Religiosa Carmelita Descalça natural de Valladolid, grabado de Peeter Clouwet según Abraham van Diepenbeeck; Alonso de San Jerónimo, Vida de Ana de San Agustín. Madrid, 1668. Biblioteca Nacional de España.

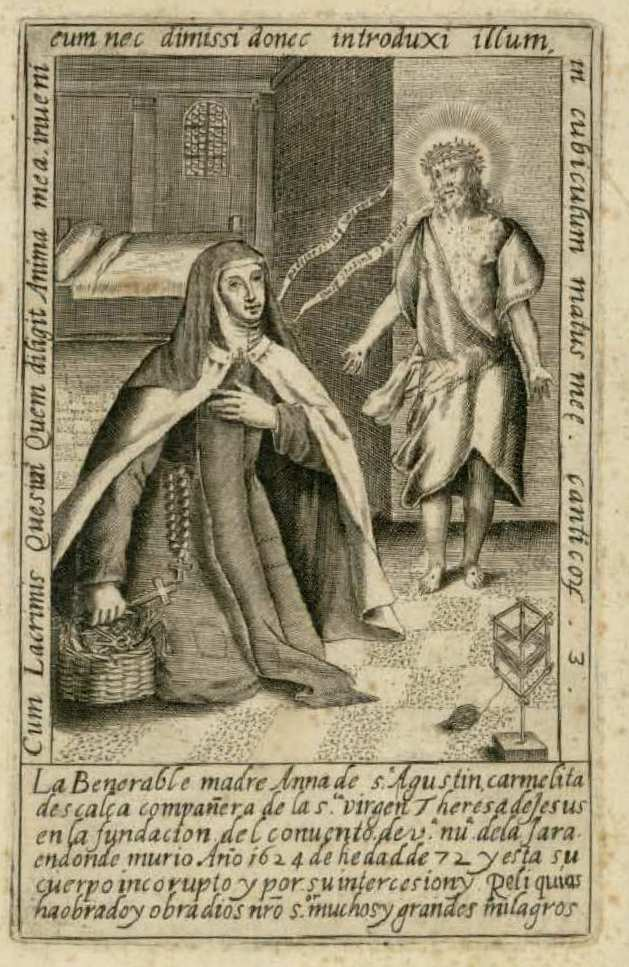
Estampa anónima pegada al inicio de la Breve relación y suma de la vida y virtudes de la venerable Madre Ana de San Agustín... manuscrito Mss 2191 de la Biblioteca Nacional de España.

Ana de Pedruja Rebolledo, que tomó el nombre de Ana de San Agustín (Valladolid, 1555-Villanueva de la Jara, 1624) fue una religiosa carmelita descalza española, mística y fundadora, declarada venerable por el papa Pío VI.

## Biografía
El 3 de mayo de 1575 ingresó como novicia en el convento de carmelitas descalzas de Malagón, en el que profesó tres años más tarde, el 4 de mayo de 1578. En febrero de 1580 acompañó a santa Teresa de Jesús a la fundación de un nuevo convento en Villanueva de la Jara, donde un grupo de nueve mujeres hacían vida eremítica sin sujeción a regla. En 1596 Ana de San Agustín fue elegida priora del convento, encargándose de la construcción de un nuevo edificio conventual con su iglesia. En 1600  fundó un nuevo convento en Valera de Abajo, en la misma provincia de Cuenca, reintegrándose en 1616 a su convento de Villanueva de la Jara, en el que falleció y está sepultada.
A los cuatro de años de su muerte se inició el proceso de beatificación y en 1776 el papa Pío VI la declaró venerable. Como sucede en otros casos semejantes de místicas y visionarias, Ana de San Agustín escribió su biografía por orden primero del provincial fray José de Jesús María y más tarde de fray Alonso de Jesús María, general de la Orden del Carmen, o, mejor, se la dictó a la madre Antonia de Jesús en 1606 y 1609, biografía de la que corrieron copias manuscritas con la firma autógrafa de Antonia de Jesús y la copia de la carta del general. Si no llegó a ver la luz en vida de la biografiada y aún muchos años después, pudiera deberse, como en el caso de Hipólita de Jesús, a la actitud más recelosa y precavida frente a la mística que se había extendido en círculos eclesiásticos en las primeras décadas del siglo XVII, por temor a caer en alumbradismo, pero tampoco cabe ignorar, en cuanto a su valor literario, la confesión de la propia Ana de San Agustín y su reconocimiento de que había recibido el mandato sujeto al voto de obediencia de referir sus visiones a la hermana Antonia de Jesús, «para que lo pusiese en metro porque no tenía yo habilidad para hacerlo». Alejado de la retórica barroca, su estilo cercano a la oralidad, resulta así coloquial y directo, apoyándose en comparaciones y ejemplos tomados de la realidad inmediata para describir lo inefable de la experiencia mística cuando no encuentra palabras para hacerlo.